# Dąbrowski
Dąbrowski là một huyện thuộc tỉnh Małopolskie của Ba Lan. Huyện có diện tích 530 km². Đến ngày 1 tháng 1 năm 2011, dân số của huyện là 58631 người và mật độ 111 người/km².